# Ponte Velha do Vouga
A Ponte de Vouga , também conhecida como Ponte Velha de Vouga , Ponte do Vouga,  Ponte Velha do Vouga, e Ponte de D. João V, localiza-se sobre o rio Vouga entre as freguesias de Lamas do Vouga e Macinhata do Vouga, no município de Águeda, Distrito de Aveiro, em Portugal, cerca de 200 m para montante da nova ponte da EN1/IC2.
Junto a esta ponte monumental se formou e desenvolveu o histórico burgo e vila de Vouga, sede de concelho até meados do século XIX.
A ponte sofreu a derrocada do pilar central em 2011, situação que se mantém na atualidade.  

## História
Situada sobre o rio Vouga, esta ponte foi construída no século XIII. As mais antigas referências actualmente conhecidas são do 2º quartel desse século: dois legados testamentários em favor da ponte, um não posterior a 1239 e outro datado de 1245
.
Tinha já nessa altura pelo menos 10 arcos, dos quais ainda existem e estão visíveis os pilares e as abóbodas até 2 m acima do plano da imposta. Pensa-se que teria, no total, 12 arcos, com um comprimento a aproximar-se dos 160 m
.
A ponte fazia parte da chamada estrada coimbrã, via que ligava a cidade do Porto e o noroeste de Portugal à cidade de Coimbra, e que seguia de perto a velha estrada romana.

No sopé do monte onde existia o castelo ou civitas do Marnel, e bem próximo da ponte, formou-se o burgo de Vouga, que passou a funcionar como sede do mais extenso e antigo município do Baixo Vouga, conhecido como territorio Vauga ou terra de Vouga.

A importância da ponte para esta região levou a que o seu brasão tivesse como figura central precisamente a representação de uma ponte. 

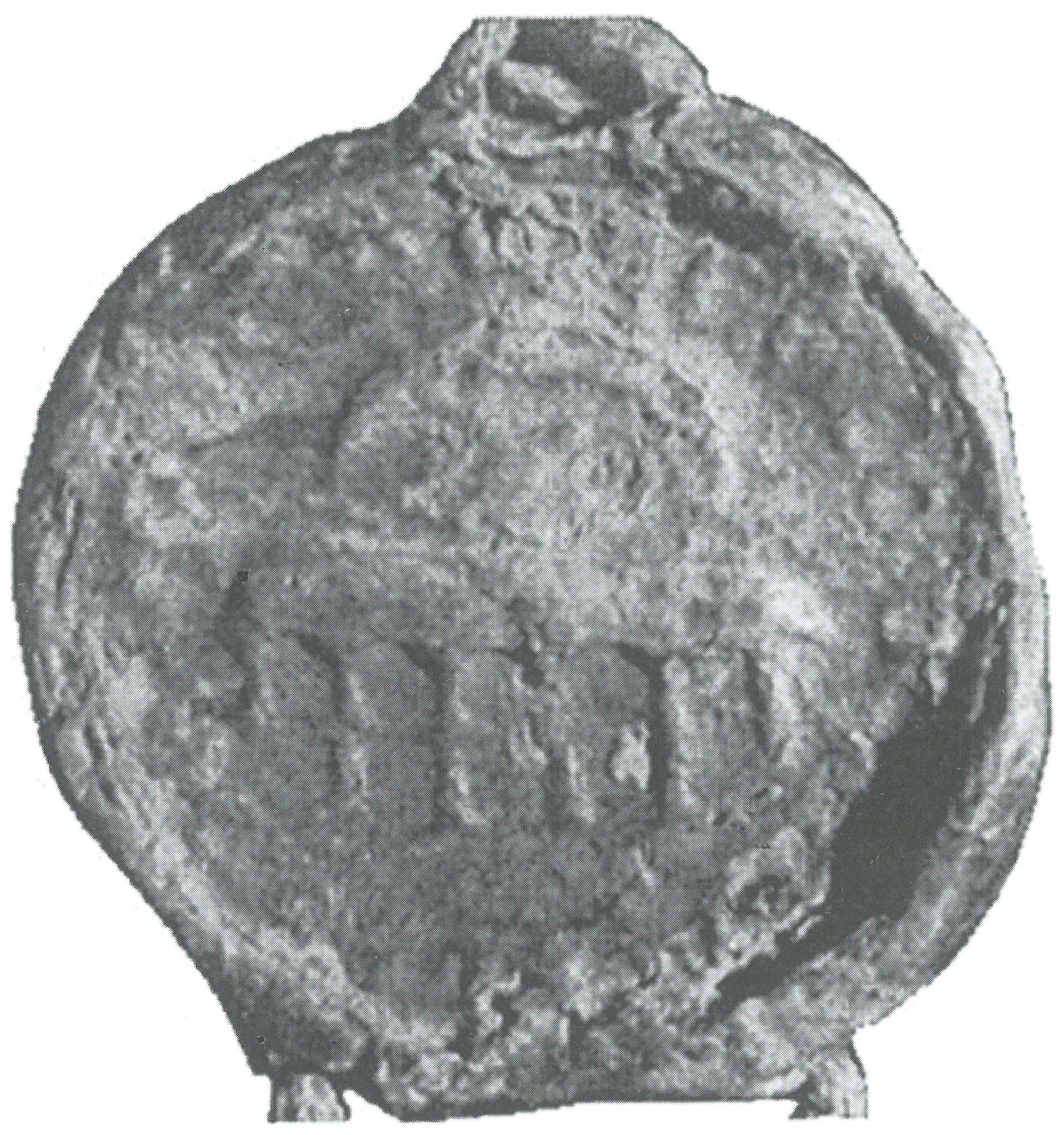
Selo do município de Vouga, sendo de notar uma representação da ponte no centro do selo (exemplar datado de 1317)

As cheias e o progressivo assoreamento do rio foram obrigando a sucessivas reconstruções da ponte, por vezes com alteamento e/ou alongamento do tabuleiro. A história destas intervenções tem vindo a ser clarificada em estudos recentes.
Sabe-se que sofreu uma intervenção em meados do século XVI
,
reinado de Dom João III, mas não se sabe em que consistiu.
Em 1594, um italiano, Giovanni Battista Confalonieri, secretário do patriarca de Jerusalém, passando por ali em peregrinação a Santiago, realçou que a ponte de Vouga era tão longa como a ponte de Sant’Angelo, em Roma (uma das famosas pontes romanas sobre o Tibre).
Em 1708, a ponte já estava tão assoreada que, em tempo de cheias, passava-se o rio em barca. Por volta de 1713, a mando de Dom João V, foi construída uma nova ponte em cima dos pilares e arranques de arcos da ponte medieval
.
A nova ponte ficou com 15 arcos
.
Por razões ainda desconhecidas, a ponte arruinou-se em finais de 1761, entrando de imediato em funcionamento duas barcas, uma entre as vilas de Vouga e Serém, e outra entre os lugares de Lamas e Vila Verde . Em 1773, sabe-se que os primeiros dois arcos do lado sul, que seriam arcos pequenos, estavam arruinados. Em 1773-1776, a travessia continuava a fazer-se em barca. Em 1776, graças à instalação de passadiços de madeira, a ponte entrou novamente em funcionamento. Finalmente, em 1791, Dona Maria I mandou reconstruir a ponte. Os dois arcos arruinados deram então lugar a três novos arcos, dois dos quais são os maiores da ponte actual. A ponte ficou então com 16 arcos e cerca de 225 m .
Em 1930-1932, o tabuleiro foi alargado recorrendo a estruturas de betão armado. Em 1944-1945, o acesso norte foi elevado e o 16º arco terá ficado soterrado.

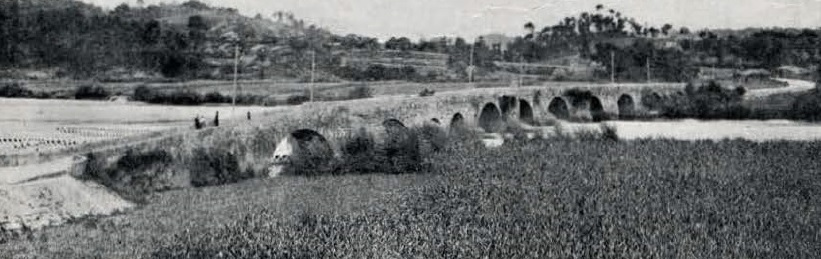
A ponte de Vouga, vista de sudeste, no início do Século XX (reprodução de IIllustração Portuguesa, Série II, nº 150, 1909)

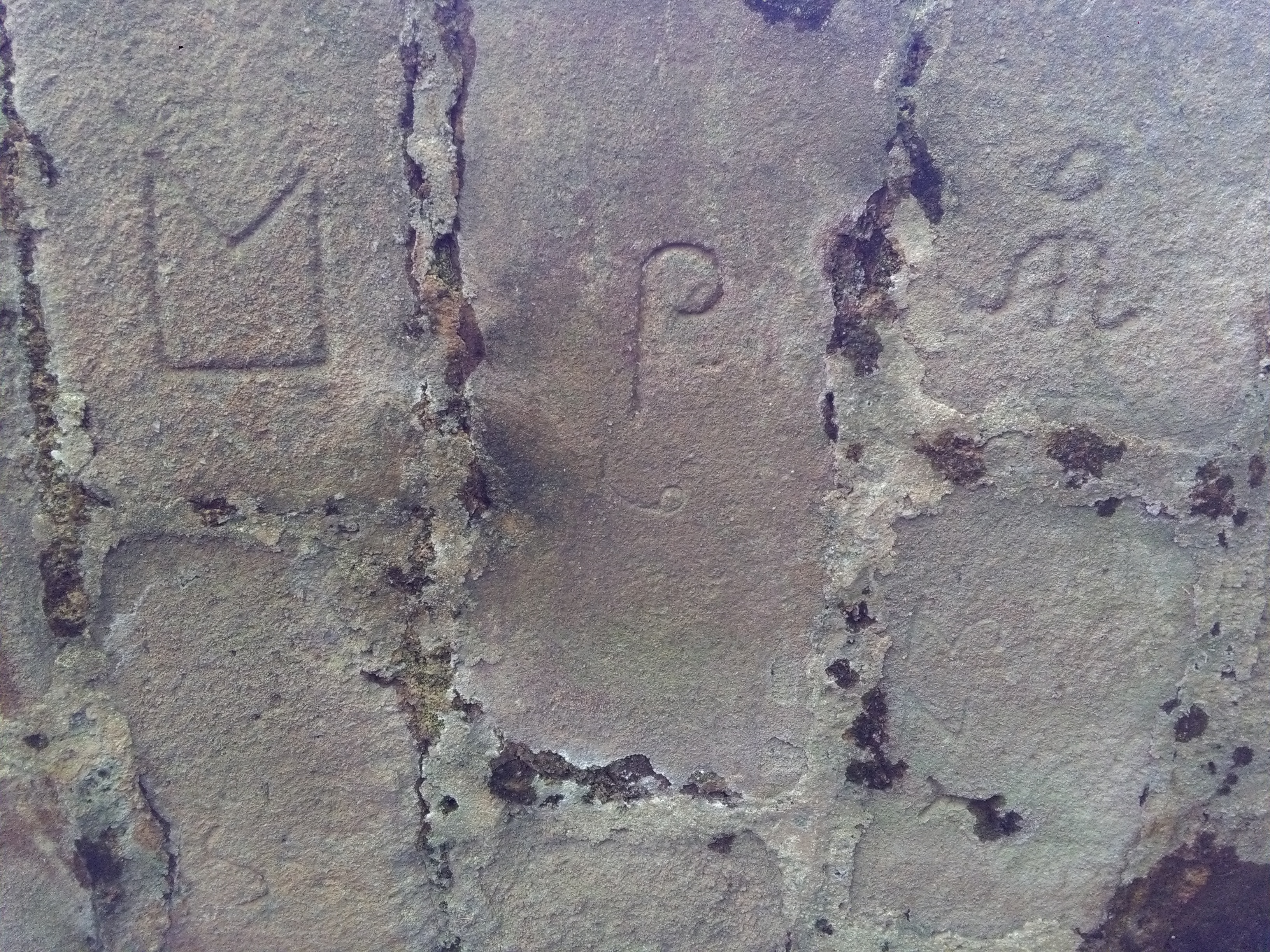
Marcas de identidade dos pedreiros medievais na ponte de Vouga

Apesar das intervenções do século XVIII, subsiste uma boa parte das estruturas da ponte medieval. Além disso, muitos silhares e aduelas da ponte medieval, com as características marcas dos canteiros medievais, estão reutilizados na ponte construída por Dom João V . A ponte é actualmente o principal repositório de marcas dos canteiros medievais em todo o distrito de Aveiro.
Com o desaparecimento de outras pontes históricas monumentais tão importantes como a ponte romana de Sacavém, sobre o rio Trancão, e a ponte de Coimbra, sobre o Mondego, a ponte de Vouga é hoje a principal ponte histórica existente no traçado da velha «estrada principal do reino». É também a principal ponte histórica na bacia do Vouga e no distrito de Aveiro. 
Ao contrário do que por vezes aparece escrito, esta ponte ainda não foi objecto de classificação. A ponte de Vouga está em vias de classificação desde Fevereiro de 2025.

## Nome

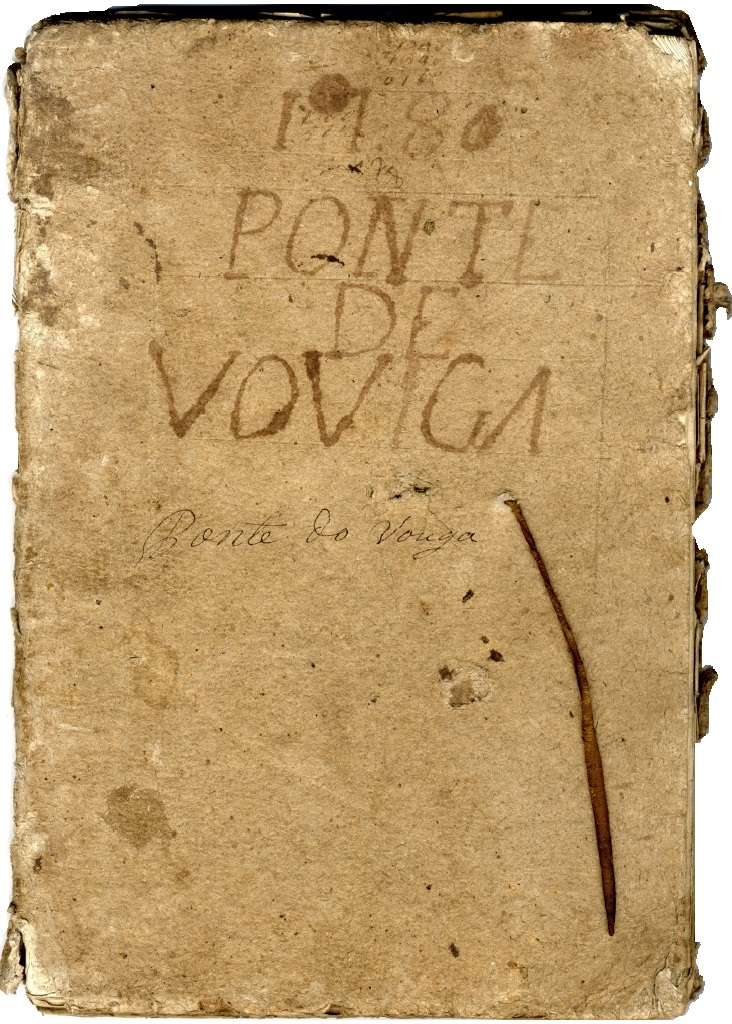
Capa do livro de contas do legado da ponte de Vouga referente ao período de 1780 a 1818 (Arq. C.M. Águeda, fundo do extinto concelho de Vouga)

Este monumento é hoje frequentemente referido como "ponte do Vouga" ou "ponte velha do Vouga". Em trabalhos de investigação especificamente dedicados ao monumento, quer antigos , quer recentes , tem prevalecido a designação historicamente documentada desde o século XIII, a saber, "ponte de Vouga". É essa também a designação oficialmente estabelecida .
De facto, a ponte era identificada pela vila junto à qual estava localizada (Vouga) e não pelo rio homónimo, no qual aliás existiram/existem outras pontes desde longa data. Daí dizer-se "de Vouga" (vila) e não "do Vouga" (rio). Já no século XVI, falando do povoamento romano na sua famosa Chorographia, Gaspar Barreiros frisava: «o lugar de Vacca q nos auemos sera que ora chamã Ponte de Vouga, .s. Põte de Vacca, nam por causa do rio senam por causa do nome do lugar».. Dois séculos mais tarde, em 1758, na memória paroquial de São Pedro de Segadães, encontra-se uma referência semelhante: "ponte de pedra de cantaria junto a villa de Vouga, da qual toma o nome" . Na documentação do antigo concelho de Vouga, a designação "ponte de Vouga" era também usada de forma sistemática.

## Cronologia de um abandono
Na sequência da construção da nova ponte (EN1/IC2) a jusante da ponte antiga, esta ficou sem manutenção e o seu estado deteriorou-se rapidamente:
- 1984 - Inauguração da ponte nova.
- 1996 - Ponte velha de Vouga passou para a responsabilidade da Câmara Municipal de Águeda.

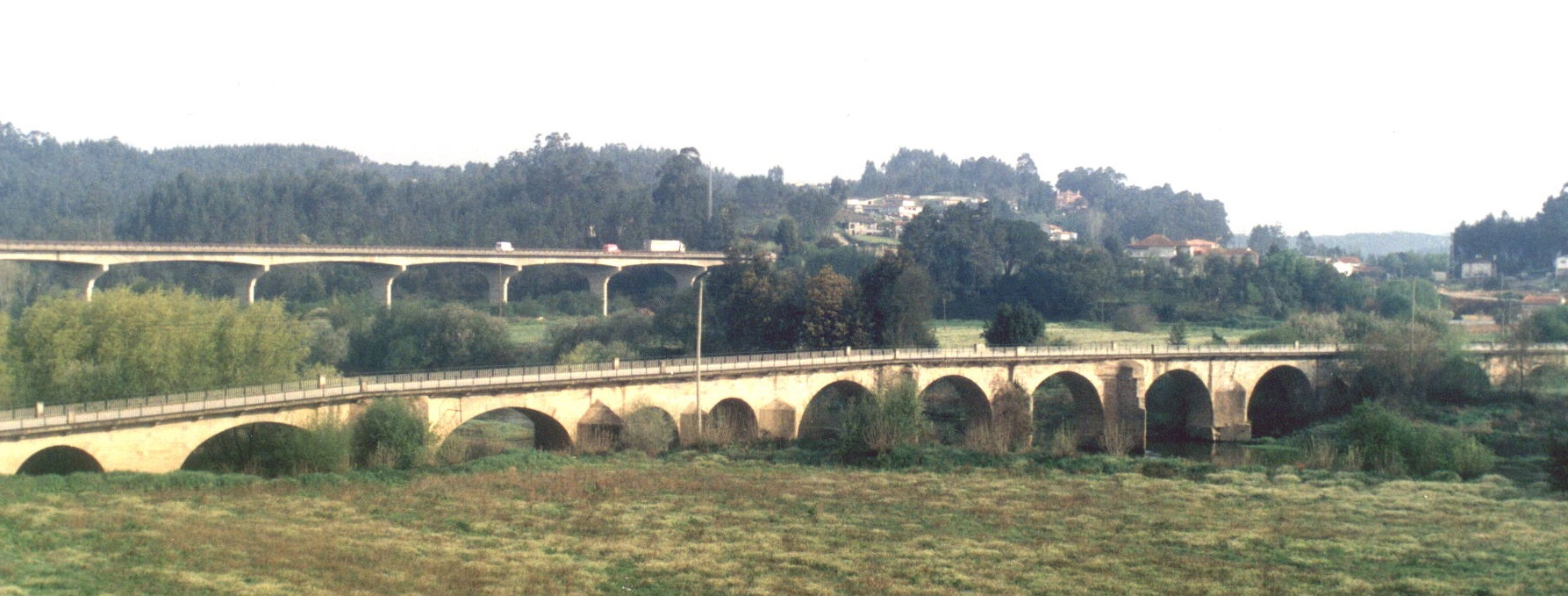
Ponte de Vouga vista de montante e margem sul, em 1999, vendo-se ao fundo a ponte nova. (fotografia de Luís Seabra Lopes)

- 2001 - Queda da ponte de Entre-os-Rios assusta a Câmara Municipal de Águeda, que decide ordenar uma inspecção à ponte velha de Vouga.

- 2002, 8 de Março - Segundo inspecção por empresa credenciada, o estado de conservação dos elementos da ponte era variado: 1 - muito bom (guarda corpos, passeios), 2 - bom (muros de ala, taludes, encontros), 3 - razoável (revestimento da via), 4 - mau (apoios intermédios, tabuleiro), 5 - muito mau (cornijas). Globalmente, o estado de conservação era de grau 4 - mau, significando risco elevado de a ponte deixar de cumprir a sua função. O estado de manutenção era também mau.
- 2008-2009 - Ponte tem um pilar muito degradado e um abatimento no tabuleiro. Alcides de Jesus, Presidente da Junta de Lamas de Vouga, lança vários alertas sobre o estado da ponte.
- 2010, 8 de Setembro - Por ordem da Câmara Municipal de Águeda, foi feita nova inspecção à ponte, segundo a qual o estado de conservação dos seus elementos era variado: 2 - bom (taludes, encontros, passeios), 3 - razoável (muros, revestimento da via, guarda corpos, drenagem), 4 - mau (tabuleiro), 5 - muito mau (apoios intermédios). Globalmente, o estado de conservação estava em grau de gravidade 5 - muito mau, ou seja, risco muito elevado de a ponte deixar de cumprir a sua função. O estado de manutenção era mau. O custo da reparação geral da ponte estava estimado em 350 000 EUR.
- 2011, 2 de Maio - Dado agravamento do estado da ponte, ela foi encerrada ao trânsito automóvel, continuando a ter trânsito de peões, bicicletas e motociclos.
- 2011, Setembro - Alcides de Jesus volta a chamar a atenção para o estado da ponte em Assembleia Municipal.

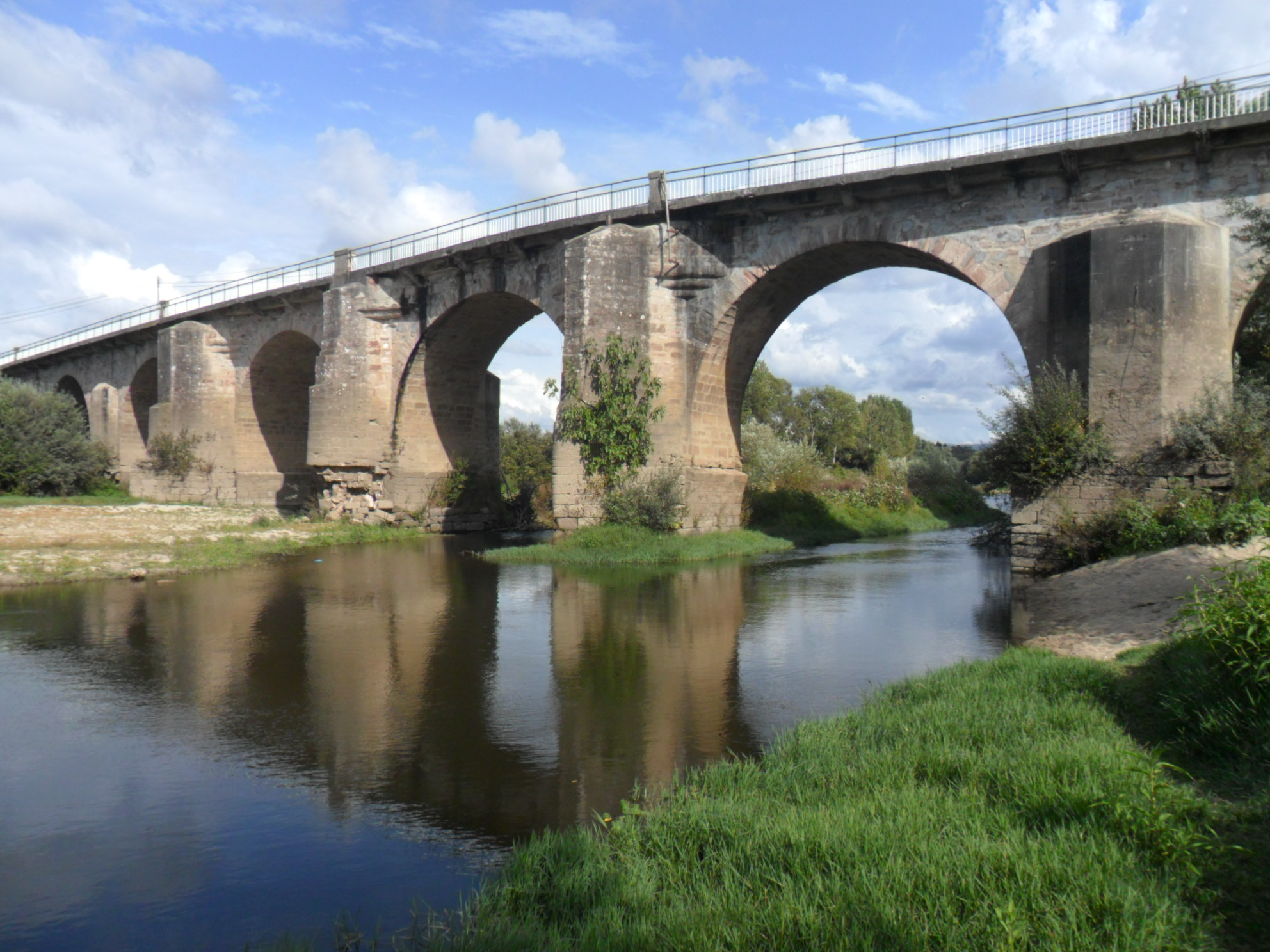
Ponte velha de Vouga, vista de jusante e margem sul, apenas algumas semanas antes da queda do 7º pilar (fotografia de David Machado). Notava-se deterioração do contraforte e ligeiro abatimento no tabuleiro.

- 2011, 12 de Novembro - Por falta de manutenção, o 7º pilar e os dois arcos centrais da ponte cederam à força das águas [37].
- 2011, 13 de Novembro - A partir desta data, domingo, menos de 24h após a queda do pilar, a narrativa oficial passou a ser de que a reabilitação da ponte custuria «vários milhões de euros» ou «mais de dois milhões de euros».
- 2011, 14 de Novembro - CMA informa que vai realizar estudo com vista à demolição da ponte.
- 2011, Novembro-Dezembro - Levanta-se um coro de vozes em defesa da ponte [38] [39] [40] [41] [42].
- 2011, 23 de Dezembro - Assembleia de Freguesia de Macinhata do Vouga aprova por unanimidade moção em defesa da reconstrução da ponte «que muito orgulhava o nosso concelho», «por ser um legado dos nossos avós, que devemos preservar por todos os meios ao nosso alcance».
- 2012 - Foram removidos os escombros do pilar arruinado e salvaguardada a inscrição alusiva à obra de Dom João V.
- 2012, Novembro - Na Assembleia Municipal, o deputado José Manuel Gomes de Oliveira, questiona: "Se fecharam [a ponte] é porque ela não estava em condições. Porque é que não intervieram imediatamente?" e conclui de forma lapidar: "Uma pequena obra e não deixavam cair a ponte, mas deixaram!"
- 2013-2023 - Sucessivas tomadas de posição em defesa da ponte, quer nos órgãos autárquicos, quer na comunicação social, sem resultado.
- 2018, 28 de Julho - PCP de Águeda visita ponte de Vouga e aponta o "desprezo patrimonial e de desrespeito pelos habitantes".
- 2018, 14 de Novembro - CDU de Águeda promove acção em defesa da reconstrução da ponte.
- 2020, 10 de Outubro - CDU de Águeda promove várias acções em defesa da reabilitação da ponte, incluindo um abaixo-assinado.

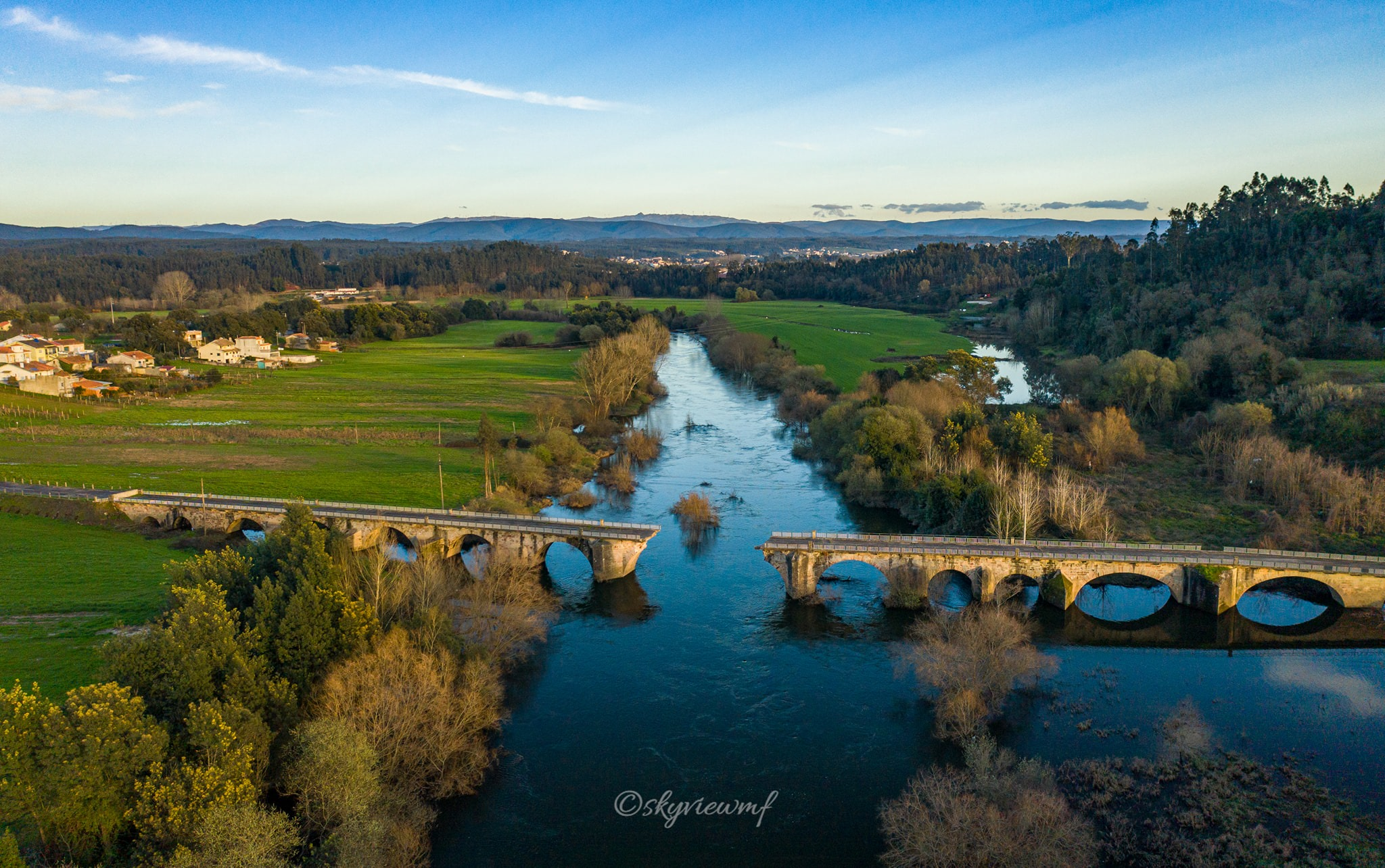
A ponte de Vouga, lado de jusante, em 2021 (fotografia aérea de Skyview - Manuel Ferreira)

- 2022, 21 de Janeiro - Luís Seabra Lopes apresenta pedido de classificação da ponte, sugerindo a categoria de Monumento Nacional.
- 2023, 9 de Janeiro - Grupo parlamentar do Partido CHEGA apresenta na Assembleia da República "Projecto-Resolução pela classificação como imóvel de interesse nacional e reabilitação da antiga Ponte do Vouga".
- 2023, 23 de Janeiro - Despacho da Direcção Geral do Património Cultural, no qual é dito que "enquanto não for efetuada uma intervenção de recuperação, baseada num projecto de requalificação, pensado e estruturado, não será possível proceder à abertura de um procedimento de eventual classificação do imóvel com uma categoria de valor nacional [...]. À semelhança de outros casos [...], a sua classificação como valor nacional ficará dependente de uma intervenção futura." Entretanto, "[dada] a sua importância a nível histórico-arquitectónico, ao que se acresce o seu simbolismo e valor imaterial, e ainda o facto de ser inteiramente viável a sua valorização patrimonial, parece-nos que poderá levar desde já à sua eventual classificação como MIM [=Monumento de Interesse Municipal], caso a Câmara Municipal de Águeda assim o considere. Tal facilitará candidaturas a possíveis financiamentos que permitam ao Município efectuar as intervenções mais necessárias e prioritárias."
- 2023, 25 de Maio - Foi criada a "Petição em defesa da reabilitação, valorização e salvaguarda da ponte de Vouga, no concelho de Águeda"
- 2023, 26 de Setembro - "Projecto-Resolução pela classificação como imóvel de interesse nacional e reabilitação da antiga Ponte do Vouga" foi analisado na Comissão Parlamentar de Cultura, Comunicação, Juventude e Desporto, tendo recebido bom acolhimento por parte dos principais partidos.
- 2023, 29 de Setembro - O mesmo Projecto-Resolução foi votado em reunião plenária da Assembleia da República, tendo sido chumbado pela maioria absoluta do PS, apesar dos votos favoráveis do PSD, CHEGA, IL, BE e PAN e das abstenções do PCP e Livre.
- 2023, 1 de Novembro - Grupos municipais do PS e CDS (Assembleia Municipal) distanciam-se da posição da Câmara.[43]
- 2024, 21 de Agosto - Foi dado conhecimento formal ao Património Cultural I.P. sobre a "Petição em defesa da reabilitação, valorização e salvaguarda da ponte de Vouga, no concelho de Águeda"
- 2024, 6 de Novembro - em resposta a pergunta de um deputado do PSD na Assembleia da República, a Secretária de Estado da Cultura, Lurdes Craveiro, informa que a classificação da ponte de Vouga está novamente a ser ponderada.[44]
- 2024, 12 de Dezembro - Por despacho do presidente do Património Cultural I.P., foi determinada a abertura do procedimento de classificação de âmbito nacional da ponte de Vouga.
- 2025, 6 de Fevereiro - A ponte de Vouga está formalmente "Em Vias de Classificação".[4]